# アウト・オブ・ブルー (映画)
『アウト・オブ・ブルー』は、1980年製作のカナダ映画。
ニール・ヤングが1979年に発表したアルバム「RUST NEVER SLEEPS」収録の「OUT OF THE BLUE」をベースに、熱狂的なパンク好き少女・シービーが崩壊状態の家庭環境に絶望し、破滅へと突き進むまでを描いた痛烈極まりないホームドラマで、デニス・ホッパーが『ラストムービー』（1971年）以来となる通算三作目の監督作品として撮り、シービーの父・ドン役で自ら出演。そしてヒロインのシービー役は、『天国の日々』（1978年）、『ガンモ』（1997年）のリンダ・マンズが演じている。
第32回カンヌ国際映画祭出品。アメリカでは2年後の1982年公開。日本では劇場公開されず、1986年10月21日にキングレコードからVHSとベータマックスが発売。2001年12月21日にパイオニアLDCからデラックス版と銘打ったDVDが発売された。

## スタッフ
- 監督：デニス・ホッパー
- 製作総指揮：ポール・リュイス
- 製作：レナード・ヤキール
- 脚本：レナード・ヤキール、ブレンダ・ニールソン、ゲイリー・ジュールス・ジョブナット
- 撮影：マーク・チャンピオン
- 音楽：トム・レヴィン
- 主題歌：ニール・ヤング
- 製作：ゲイリー・ジュールス・ジョブナットプロダクション
- アメリカ配給：ディスカバリー

## キャスト
- リンダ・マンズ：シンディ（シービー）
- デニス・ホッパー：ドン
- シャロン・ファレル：キャシー
- ドン・ゴードン：チャーリー
- エリック・アレン：ポール
- フィオナ・ブロディ：キャロル
- デヴィッド・クローリー：アンダーソン
- レイモンド・バー：Dr.ブリーン

## ストーリー
シンディ（愛称“シービー”）は、エルビス・プレスリーを熱狂的に心酔している15歳のパンク好き少女。
シービーをパンク好きにさせたきっかけとなった愛する父・ドンは服役中。大型トレーラー運転手だったがアルコール依存症で、シービーを小学校に送る時も飲酒運転し、ついに立ち往生のスクールバスに追突。乗っていた子供達を死亡させたためだ。ドンの服役の間、母・キャシーがレストランのウェイトレスをして生計を立てているが麻薬中毒になっていて、勤務先のレストラン・オーナーと不倫している。シービーの家庭は既に崩壊状態であった。
やがてドンが5年の刑期を終えてシービー等の元へ帰ってくるが、状況は益々深刻に。ドンはスクールバス事故で子供を失った父親から再就職を妨害される等のイヤガラセを受け、キャシーとの夫婦関係も修復不可能。
自暴自棄になったドンが、街の与太仲間にシービーの輪姦をそそのかす許されざる行為。未遂に終わったが、それがシービーの内に封印されていたドンとのおぞましい過去の記憶を甦らせるきっかけとなり、陰惨な結末へと一気に向かって行く……。

## 『アウト・オブ・ブルー』撮影秘話

### デニス・ホッパー、企画と監督の座を乗っ取る
『アウト・オブ・ブルー』は当初、「シンディ・バーンズの場合」なるタイトルで、カナダ製テレフィーチャー用として企画され、製作・脚本のレナード・ヤキールの監督によって進められた。ストーリーも、レイモンド・バー扮する児童心理学者Dr.ブリーンを主人公に、リンダ・マンズ扮する非行少女シービーの救済を描き、ラストもハッピーエンドだった。そしてデニス・ホッパーは、一役者として参加しただけに過ぎず、それも本作の製作総指揮にして、一作目『イージー・ライダー』（1969年）から近作『逃げる天使』（1994年）までにいたるホッパー作品に殆ど関わってきた盟友ポール・リュイスに請われた形であった。
ところがヤキールは初監督のプレッシャーからか、クランクインから二週間たっても撮影が遅々として進めることが出来ず、ホッパーの出番すらまだ撮れない状態で、撮り終えた素材も全く使い物にならないシロモノだったという。堪忍袋の緒が切れたリュイスが、「企画を放棄したい」とホッパーに泣きつく始末。だが監督第二作として撮った『ラストムービー』を巡り、ユニバーサルとトラブルを起こしたためハリウッドから干され、インディーズ作品やヨーロッパ圏作品への出演を余儀なくされていた当時のホッパーは、これを寧ろハリウッド復帰へのチャンスと考え、監督の座と企画そのものを乗っ取ることを決意。週末を利用してリュイスと共に出資者達と面会。監督交替の合意を取り付け、企画当初のレイモンド・バー起用という条件以外の自由な采配権を得た。

### デニス・ホッパー、ハッピーエンドをバッドエンドに変更
監督の座を乗っ取ったホッパーは、仕切り直しの撮影と並行しながらストーリーとキャスティングの改変に着手。レイモンドの出演シーンを大幅に削り、ヒロイン・シービー中心のストーリーにし、シービーのキャラ設定をエルビス・プレスリーに心酔するパンク少女に変更。更にリンダ・マンズがドラムとギターが出来ることを知り、シービーの部屋セットにドラム一式とギターを置いた。そしてストーリーも、ニール・ヤングの楽曲「OUT OF THE BLUE」（『アウト・オブ・ブルー』の原題）になぞらえたバッドエンドにしたばかりか、タイトル名もそれになった。撮影自体4週間と2日でクランクアップし、編集作業は6週間で完了という当時のホッパー作品では自己最速編集記録だったという。

### デニス・ホッパー、再び乗っ取りを図る
ホッパーはその後、ゆうばり国際ファンタスティック映画祭の審査員として、1994年に来日している。その際出品作品の一本だった鴻上尚史監督の日本映画『青空に一番近い場所』に惚れ込み、世界配給に協力したいと申し出た。ホッパー自らがインターナショナル・バージョンに編集し直す作業を始める等具体的に進んだが、編集作業をする内にホッパーの中に映画監督としての血が騒ぎ出し、鴻上に撮り直しをしたいと要求し始め、かつての『アウト・オブ・ブルー』の如く乗っ取りを図ったが、鴻上はそれを拒否し、世界配給話自体も白紙に戻した。